# C2orf73
C2orf73 (англ. Chromosome 2 open reading frame 73) – білок, який кодується однойменним геном, розташованим у людей на короткому плечі 2-ї хромосоми.  Довжина поліпептидного ланцюга білка становить 287 амінокислот, а молекулярна маса — 32 142.
| 10         |  | 20         |  | 30         |  | 40         |  | 50         |
| ---------- |  | ---------- |  | ---------- |  | ---------- |  | ---------- |
| MEEKEDKHQQ |  | HKIEDAAITY |  | VSENEEIKHE |  | EKPGKSIHHS |  | KSHVGRGRIY |
| YAKFINTNAR |  | TYNEPFPYID |  | PKKGPEIQGD |  | WWSHGKALEP |  | VFLPPYDSKS |
| TQRSDFQKPS |  | CPLVLPVKHS |  | KMQKPSCGIV |  | PLASPGTSAE |  | LQNNFIEYIS |
| FIHQYDARKT |  | PNEPLQGKRH |  | GAFVQREIKP |  | GSRPTVPKGA |  | EVLLNTPGSR |
| SSEQSKKTEK |  | GNSAESRMIS |  | PGLCQQNSQE |  | LLEPKTHLSE |  | TDVRQAAKAC |
| PSTPESREKT |  | SGATQTTVGD |  | ALFTRHKPLN |  | PPIKKSE    |  |            |

A: Аланін

C: Цистеїн

D: Аспарагінова кислота

E: Глутамінова кислота

F: Фенілаланін

G: Гліцин

H: Гістидин

I: Ізолейцин

K: Лізин

L: Лейцин

M: Метіонін

N: Аспарагін

P: Пролін

Q: Глутамін

R: Аргінін

S: Серин

T: Треонін

V: Валін

W: Триптофан

Задіяний у таких біологічних процесах як поліморфізм, альтернативний сплайсинг. 